# Jorge Daniel Núñez
Jorge Daniel Núñez Espínola, mais conhecido como Jorge Núñez é um futebolista paraguaio que atua como meia. Atualmente, joga pelo Once Caldas da Colômbia.

## Títulos
Sportivo Luqueño
- Torneio Apertura:2007